# Kpoulou
Kpoulou è un arrondissement del Benin situato nella città di Adja-Ouèrè (dipartimento dell'Altopiano) con 10.734 abitanti (dato 2006).